# Tournaisium
| ❮ | System      | Subsystem     | Serie                   | Stufe        | ≈ Alter (mya) |
| - | ----------- | ------------- | ----------------------- | ------------ | ------------- |
| ❮ | später      | später        | später                  | später       | jünger        |
| ❮ | K a r b o n | Pennsylvanium | Oberes Pennsylvanium    | Gzhelium     | 298,9 ⬍ 303,7 |
| ❮ | K a r b o n | Pennsylvanium | Oberes Pennsylvanium    | Kasimovium   | 303,7 ⬍ 307   |
| ❮ | K a r b o n | Pennsylvanium | Mittleres Pennsylvanium | Moskovium    | 307 ⬍ 315,2   |
| ❮ | K a r b o n | Pennsylvanium | Unteres Pennsylvanium   | Bashkirium   | 315,2 ⬍ 323,2 |
| ❮ | K a r b o n | Mississippium | Oberes Mississippium    | Serpukhovium | 323,2 ⬍ 330,9 |
| ❮ | K a r b o n | Mississippium | Mittleres Mississippium | Viséum       | 330,9 ⬍ 346,7 |
| ❮ | K a r b o n | Mississippium | Unteres Mississippium   | Tournaisium  | 346,7 ⬍ 358,9 |
| ❮ | früher      | früher        | früher                  | früher       | älter         |

Das Tournaisium (im deutschen Sprachgebrauch meist verkürzt zu Tournai) ist in der Erdgeschichte ein Zeitabschnitt des Karbon (Paläozoikum). In der Chronostratigraphie ist es die unterste Stufe des Mississippiums bzw. die einzige Stufe der unteren Mississippium-Serie. Die Stufe umfasst geochronologisch den Zeitraum von etwa 358,9 Millionen bis etwa 346,7 Millionen Jahren. Die Stufe folgt auf die Famennium-Stufe des Devons und wird von der Viséum-Stufe des Karbons abgelöst.

## Namensgebung und Geschichte
Die Stufe ist nach der Stadt Tournai (Doornik) in Belgien benannt. Die Unterteilung des mitteleuropäischen Unterkarbons (oder Dinantium) in zwei Stufen geht auf André Hubert Dumont (1832) zurück. Laurent-Guillaume de Koninck (1842–44) benannte diese beiden Teile mit „calcaire carbonifère de Tournai“ und „calcaire carbonifère de Visé“. Es war in erster Linie eine lithostratigraphische Unterteilung. 1860 führte Gosselet die „étage du calcaire de Tournai“. In der Legende zu den sechs Blättern der Geologischen Karte von Belgien (Dupont, 1882–1883) wurde daraus die „étage de Tournai“.

## Definition und GSSP
Die Basis der Stufe ist durch das Erstauftreten der Conodonten-Art Siphonodella sulcata innerhalb der Entwicklungslinie von Siphonodella praesulcata zu Siphonodella sulcata definiert. Die Grenze wurde an die Basis der Bank 89 des La Serre-Profils gelegt. Die obere Grenze der Stufe wird durch das Erstauftreten der Fusulinen-Art Eoparastaffella simplex (Morphotype 1/Morphotype 2) markiert. Das offizielle Referenzprofil der Internationalen Kommission für Stratigraphie („Global Stratotype Section and Point“ = GSSP) für das Tournaisium ist das La Serre-Profil in der südöstlichen Montagne Noire (Frankreich). Es handelt sich um einen etwa 80 cm tiefen Schurf am Südabhang des Berges La Serre, ungefähr 125 m südlich des Gipfels (252 m), ungefähr 525 m östlich der Maison La Roquette, auf dem Gebiet des Ortes Cabrières, 2,5 km nordöstlich der Ortschaft Fontès (Département Hérault), Frankreich).
Nach neueren Untersuchungen setzt die Conodonten-Art Siphonodella sulcata allerdings schon an der Basis der Bank 85 des La Serre-Profils ein. Der ursprüngliche GSSP und das Erstauftreten der Conodonten-Art Siphonodella sulcata stimmt daher nicht mehr exakt überein.

## Regionale Untergliederung
Das Tournaisium war ursprünglich eine regionale Stufe, die fast ausschließlich in Mittel- und Westeuropa benutzt wurde. In anderen Regionen wurden andere Untergliederungen des Karbons benutzt. 1990 wurde das Tournaisium durch die International Commission on Stratigraphy der International Union of Geological Sciences (IUGS) als globale Stufe ratifiziert. In Mittel- und Westeuropa wird das Tournaisium je nach Region in unterschiedliche Unterstufen untergliedert. In Deutschland korreliert es mit dem Balvium und dem unteren Teil des Erdbachium; beide Unterstufen sind heute wenig gebräuchlich. In Belgien wird es in die Unterstufen Hastarium und Ivorium unterteilt. In England korreliert es mit der Unterstufe Courceyium und dem unteren Teil des Chadium. In anderen Regionen sind weitere regionale Stufen und Unterstufen zur Gliederung des Mississippiums in Gebrauch.

## Biostratigraphische Untergliederung
Das Tournaisium wird in acht Conodonten-Biozonen untergliedert:
- Gnathodus pseudosemiglaber/Scaliognathus anchoralis-Zone
- Gnathodus semiglaber/Polygnathus communis-Zone
- Dollimae bouckaerti-Zone
- Gnathodus typicus/Siphonodella isosticha-Zone
- Siphonodella quadruplicata/obere Patrognathus andersoni-Zone
- untere Patrognathus andersoni-Zone
- Patrognathus variabilis-Zone
- Patrognathus crassus-Zone

Es korreliert mit den MFZ1 bis MFZ8 der Foraminiferen-Intervalzonen des Mississippiums. In der Zonierung der rugosen Korallen entspricht es den Zonen RC1 bis RC3 sowie dem unteren Teil der RC4-Zone.